# Ruine Steinschloss

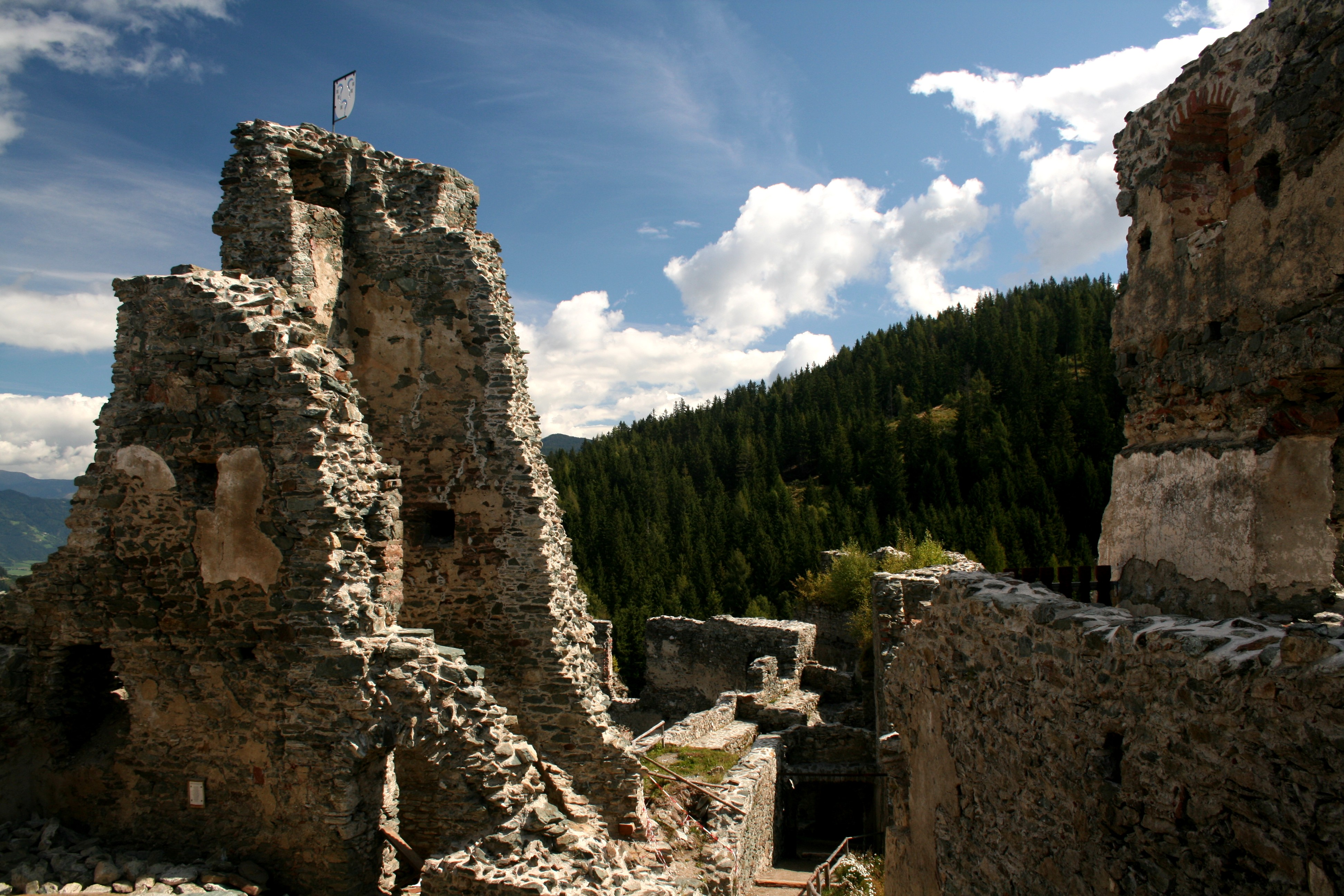
Ruine Steinschloss

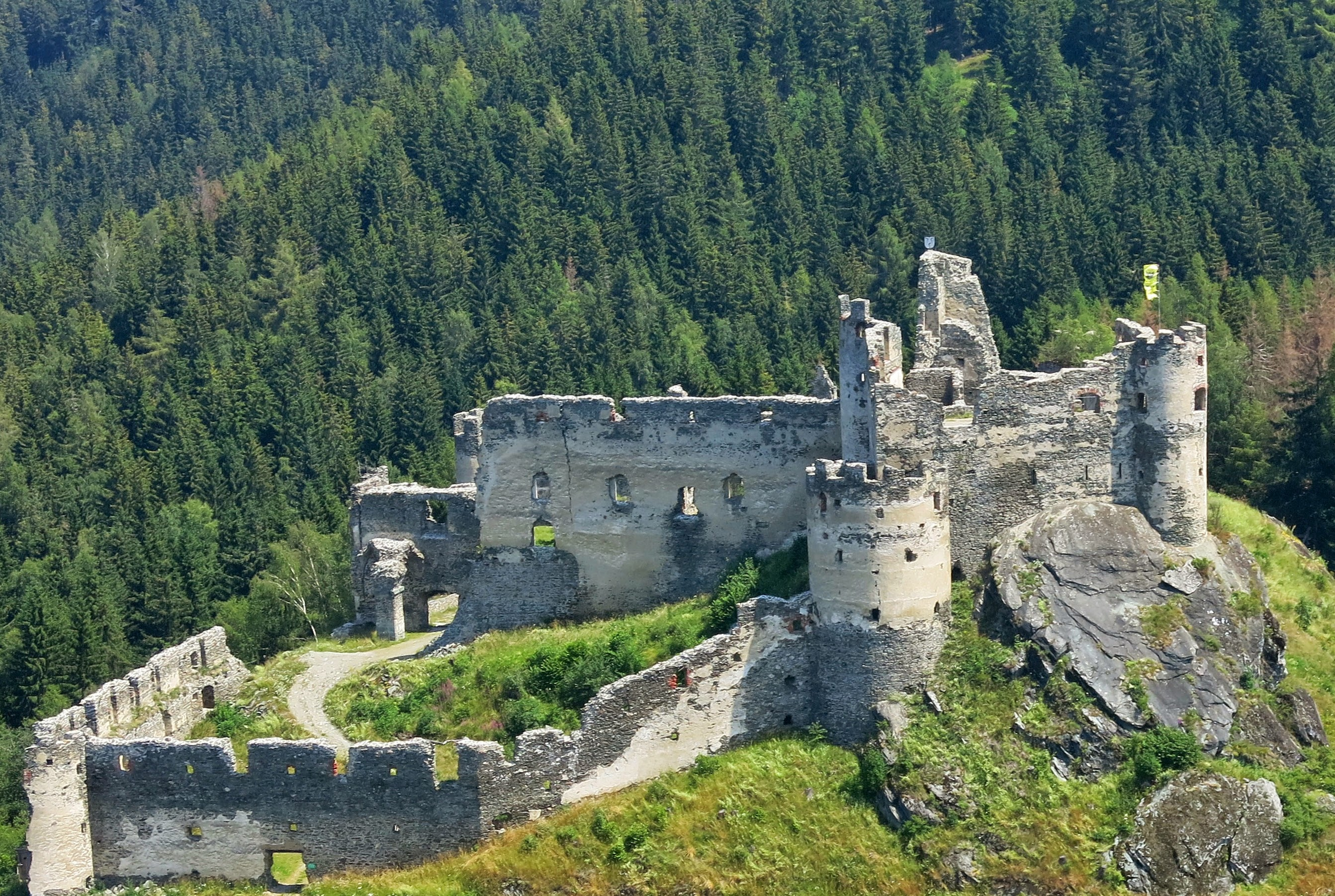
Ruine Steinschloss

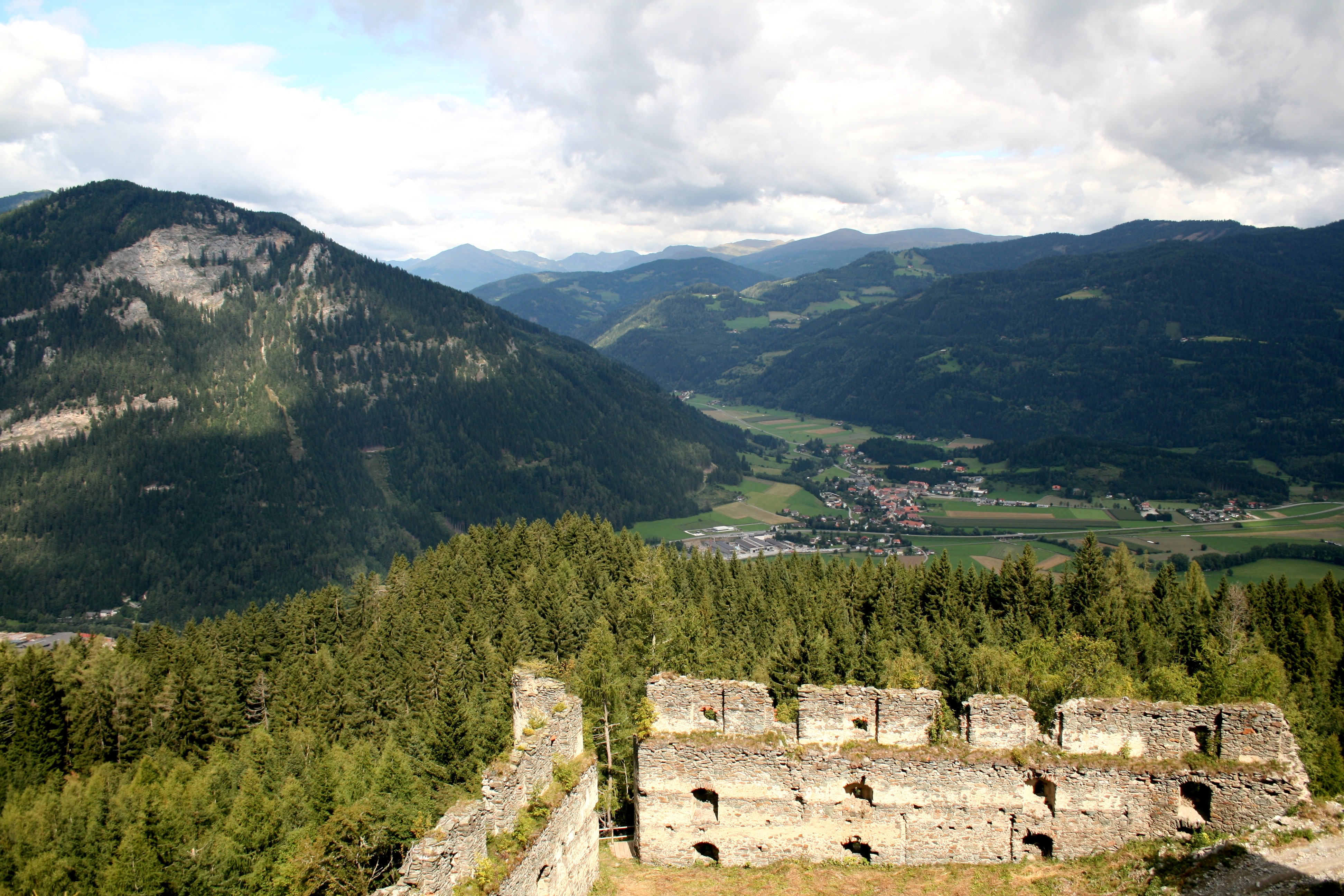
Blick von der Ruine Steinschloss ins Murtal

Die Ruine Steinschloss ist mit 1180 m ü. A. die höchstgelegene Burgruine in der Steiermark (Österreich). Sie befindet sich im Oberen Murtal im Gemeindegebiet Neumarkt in der Steiermark, am Nordwestabhang vom Steinberg nach Teufenbach.
Diese Höhenburg wurde im 12. Jahrhundert vermutlich durch das Edelgeschlecht „von Stein“ erbaut. Im Jahre 1503 wurde Steinschloss von dessen damaligem Besitzer, dem Adelsgeschlecht Liechtenstein, an das Stift St. Lambrecht verkauft, in dessen Besitz es sich noch heute befindet. 1525 wurde die Burg im Zuge von Bauernaufständen und Türkeneinfällen aufgerüstet.
Die Größe dieser Ruine ist beeindruckend und lässt die ursprünglichen
Ausmaße dieses Wehrbaues sehr gut erkennen.

## Sagen
Es existieren einige Sagen um die Ruine, von denen zwei erzählt werden.

### Schloss Stein
Pipin, der Sohn Karls des Großen, beschenkte nach den Siegen über die Ungarn und Awaren seine tapferen Helden fürstlich. So erhielt der freie Mann Engelschalk neben der adligen Würde auch einen großen Forst ob Scheifling zum Lehen. Engelschalk ließ nun auf dem hohen Stein die Feste Stein aufbauen und bewohnte sie einige Jahre lang. Als er starb, beweinten die Untertanen
ihren guten Herrn, der sieben hübsche Töchter und einen Sohn hinterließ.
Dieser leistete am deutschen Kaiserhof Kriegsdienste. Die Töchter fanden im Herrn von Saurau, dem Bruder ihrer verstorbenen Mutter, die beste Stütze.
Die Schönheit der Schwestern war so bekannt, dass sich die Zahl heiratslustiger Adliger in der Burg von Stein täglich mehrte. Aber keine der Schwestern wollte Erstbesiegte sein. Sie schickten die werbenden Ritter in die Welt hinaus, um sie unmögliche Abenteuer bestehen zu lassen.
Auch ein welscher Ritter war von den Reizen der Burgfräulein bezaubert. Bis in die Nacht hinein unterhielten sie ihn mit Saitenspiel und Tanz und kredenzten ihm den feurigsten Wein. Er warf sich Gisela, der schönsten, aber auch stolzesten der Schwestern, zu Füßen und gestand ihr seine Liebe.
Höhnisch erwiderte Gisela dem Ritter: „Wie könnt Ihr euch unterstehen, von Liebe zu sprechen? Beweist durch Taten, dass Ihr der Liebe der Töchter von Stein wert seid! Wenn Ihr dem Mond eine Kette um die Hörner werfen und ihn an den Felsen dieser Burg fesseln könnt, dann fragt wieder um Bescheid hier an!“ Hierauf zogen sich die gleichgesinnten Schwestern in ihre Kemenaten zurück. Die heiße Liebe des Ritters verwandelte sich in Hass.
Er ging aus dem Saal und verbarg sich hinter der Turmtreppe, wo er seine Rachepläne schmiedete. Die Nacht war warm und hell. Er sah Gisela, in ein Nachtgewand gehüllt, durch den Burghof und dann durch ein Pförtchen in den Garten gehen. Der Ritter schlich ihr sofort nach, übte seine Rache und sprengte davon. Gisela stürzte zu ihren Schwestern und erzählte ihnen von der schamlosen Rachetat des Ritters. Da schwuren die Schwestern von Stein, alle Männer zu hassen. Die sieben Frauen ließen nun auf einem steilen Felsen
eine Burg bauen, in der sie dann ganz zurückgezogen lebten. Dieses Schloss erhielt nach ihnen den Namen Frauenburg.
Giselas Sohn holte sich in den Schlachten des Kaisers die Rittersporen.
Er wurde der Besitzer der Burg und der Stammvater der schon ausgestorbenen Ritter von Frauenburg, die als Wappen den an den Hörnern gefesselten Mond führten.

### Die Sage vom verschwundenen Ritter
Zwischen den Herren von Kaisersberg und jenen von Stein entstand bittere Feindschaft. Ein Kaisersberger wollte nämlich das Fräulein von Stein ehelichen. Der Freier wurde jedoch abgewiesen, weil der Herr von Stein keinen gewöhnlichen Ritter, sondern einen Fürsten zum Schwiegersohn haben wollte. Zwischen den beiden Schlossbesitzern entbrannte ein Wortgefecht, bei dem der Kaisersberger über eine Stiege hinab geworfen wurde und zu Tode fiel.
Nach Jahren verliebten sich wieder ein Ritter von Kaisersberg und ein Fräulein von Stein. Im Vater des Fräuleins erwachte neuerdings der Familienzwist. Er zückte das Schwert gegen den jungen Kaisersberger, aber das Fräulein fing den tödlichen Stoß auf. Sinnlos schwang der Alte nochmals das Schwert und spaltete dem Kaisersberger das Haupt. Von dieser Stunde an war der alte Ritter in seinem Schlosse nicht mehr zu sehen – er blieb verschwunden. Im Stift Seckau, wo das Ritterfräulein begraben wurde, trat später ein großer, ernster und schweigsamer Mann als Laienbruder ein. Nächtelang betete er in der Gruft und eines Tages fand man ihn tot auf dem
Grab des Fräuleins von Stein liegen.
Wenn in dieser Gegend Unheil droht, dann erscheint im Kreuzgang des Stiftes ein Mönch, der einen Sarg trägt, in dem ein weiß gekleidetes Mädchen mit blutender Brustwunde liegt. Ein Jüngling mit gespaltener Stirn blickt sehnsüchtig auf die Tote.

## Details zur Burg
- Fünftürmige Wehranlage
- Vorburg mit Ringmauer und Wehrgang
- Burghof mit Kapelle
- Mehrere Zisternen
- Kanonenrondelle
- Gotische Gewölbe